# 一德路站
一德路站是廣州地鐵六號線的地下车站，位於中国广东省广州市越秀区一德路海珠南路口的地底。车站于2015年1月28日正式启用。

## 車站結構

### 车站楼层
本站共有三層，地面為一德路、海珠南路及各批發市場；地下一層為車站站廳；地下二層為连接站厅与月台间的缓冲平台；地下三層為6號綫月台。
| 地下一层 | 站廳       | 售票機、客服中心、警务室、母婴室、安检设施 |  |  |
| 地下二层 | 缓冲平台   | 连接站厅与月台                             |  |  |
| 地下三层 | 2 站台     | █6号线 潯峰崗方向（下站：文化公园）        |  |  |
|          | 分离式站台 |                                            |  |  |
|          |            | 通道连接两侧站台                           |  |  |
|          | 分离式站台 |                                            |  |  |
|          | 1 站台     | █6号线 香雪方向（下站：海珠广场）          |  |  |

### 站厅
一德路站的站厅设于地下一层，由於週邊建築環境等原因，本站的站廳被迫放在一德路北側，從而完全偏離了位於一德路下方的站台。兩者須通過地下二层的缓冲平台連接。站厅主付费区设于车站站厅东南侧，区域内总共设有6部扶手电梯，其中3部从站厅层连接至缓冲层，另外3部从缓冲平台连接至月台层。此外，站厅設有票務設施及客務中心；亦设有自动售卖机及自动售卡/充值机。
本站的专用电梯（即升降机）設置在A出入口旁，近车站警务室，因此在該升降機的位置另外劃出了一個付費區，專門提供給使用升降機来往月台的乘客使用，这是广州地铁首次使用這種设计。但该付費區只設有一个标准宽度的双向闸机，并没有采用阔闸机，因此轮椅人士、盲人或者携带较大行李的乘客仍然需要向职员求助使用专用通道進出。但由於受到車站空間狹窄所限，因此無法設置直達站廳及站台的升降機，本站只能分開設置兩台升降機，乘客如需要乘坐升降機來往站廳和站台，只能先抵達緩衝層，隨後再經過一條通道轉乘另一部升降機。該條通道亦不會與車站其他的公共區域直接相通。
本站的母婴室设于站厅付费区内。另外，本站的廁所計劃設在永久的A出入口，但由於永久A出入口尚未開通，导致无法启用，本站也因此成为是6號線首期少數沒有站內公共洗手間的車站之一，須如廁的乘客只能出站借用鄰近商場的洗手間；同时本站亦沒有設置任何車站商店。

### 月台
一德路站設有一組同層的分離式月台，以島式月台的方式排列，月台之間以行人通道連接，位於一德路地下。

### 出入口
一德路站现时设有2个出入口供乘客进出车站，其中规划为永久的A出入口位于一德路南侧的山海城旁，但因建设时需要迁改通信、煤气等大量的地下管线，如与车站同步施工，将会严重影响一德路早已擁擠的交通。因此目前启用的A出入口为临时性出入口，位于一德路、海珠南路路口东北侧。永久性的A出入口已完成一期建设，正在进行管线迁改；而C出入口由于受到周边商户反对而暂时缓建。
目前2个出入口均位于一德路海珠南路口的东北侧，因此乘客来往车站与一德路南侧及海珠南路西侧时，须利用路面上的斑马线前往。
|                                             |                                          |      |          | |
| 編號                                        | 设施                                     | 照片 | 出口指示 | 建議前往的目的地 |
| A                                           | 盲道标志                                 |      | 一德路   | 海珠南路、仁济路、广州石室圣心堂、中山大学孙逸仙纪念医院、广州市第三中学、广州市越秀儿童公园、一德中路公交站、一德西公交站、一德西公交总站 |
| B                                           | 盲道标志 · 轮椅升降台标志 · 扶手电梯标志 |      | 海珠南路 | 一德路、天成路、广东省中医院、海珠南路公交站                                                                                               |
| 註： 設有 \| 設有輪椅升降台 \| 設有扶手電梯 |                                          |      |          | |

## 接驳交通
一德路站附近有一德中路巴士站、一德西巴士站、一德西巴士总站以及海珠南路站，方便乘客接驳其多条巴士线路。
| 公交 \| 编号 \| 编号 \| 线路 \| 线路 \| 线路 \| 收费 \| 备注 \| \| ---- \| ---- \| ------------------ \| ---- \| ------------------------------ \| ----- \| --------------------------------- \| \| \| 4 \| 富力桃园（增埗村） \| ⇆ \| 白云路 \| 2元 \| \| \| \| 8 \| 中山八路 \| ⇆ \| 逸景翠园 \| 2元 \| \| \| \| 58 \| 时代玫瑰园 \| ⇆ \| 广医一院（靖海路） \| 2元 \| \| \| \| 61 \| 滘口客运站 \| ↻ \| 上下九步行街 \| 2元 \| \| \| \| 86 \| 沥滘路东 \| ⇆ \| 大学城（广工） \| 2元 \| \| \| \| 134 \| 一德西 \| ⇆ \| 泽德花苑（市中医院同德围分院） \| 2元 \| \| \| \| 823 \| 逸景翠园 \| ⇆ \| 棠溪车场（粤溪北路） \| 2–3元 \| \| \| \| 夜6 \| 中山八路 \| ⇆ \| 新滘东路（龙潭村） \| 3元 \| 8路附属线路 \| \| \| 夜16 \| 门口岗 \| ⇆ \| 城西花园 \| 3元 \| \| \| \| 夜33 \| 石榴岗 \| ⇆ \| 中山八路 \| 4元 \| 经江南大道、东晓南路 82路附属线路 \| |      |                    |      |                                |       |                                   |
| 编号 | 编号 | 线路               | 线路 | 线路                           | 收费  | 备注                              |
| | 4    | 富力桃园（增埗村） | ⇆    | 白云路                         | 2元   |                                   |
| | 8    | 中山八路           | ⇆    | 逸景翠园                       | 2元   |                                   |
| | 58   | 时代玫瑰园         | ⇆    | 广医一院（靖海路）             | 2元   |                                   |
| | 61   | 滘口客运站         | ↻    | 上下九步行街                   | 2元   |                                   |
| | 86   | 沥滘路东           | ⇆    | 大学城（广工）                 | 2元   |                                   |
| | 134  | 一德西             | ⇆    | 泽德花苑（市中医院同德围分院） | 2元   |                                   |
| | 823  | 逸景翠园           | ⇆    | 棠溪车场（粤溪北路）           | 2–3元 |                                   |
| | 夜6  | 中山八路           | ⇆    | 新滘东路（龙潭村）             | 3元   | 8路附属线路                       |
| | 夜16 | 门口岗             | ⇆    | 城西花园                       | 3元   |                                   |
| | 夜33 | 石榴岗             | ⇆    | 中山八路                       | 4元   | 经江南大道、东晓南路 82路附属线路 |

## 利用狀況
一德路素以乾果、海味、玩具等雜貨批發一條街聞名，平常來往的人流極多，農曆新年前夕更會有眾多市民前往一德路辦置年貨，因此本站啟用之後能進一步吸引市民利用地鐵來往一德路進行購物。另外，车站附近的石室聖心大教堂，亦是眾多遊客會前往的景點。同时附近有多个大型医院及中小学校，因此本站平日客流量较多，高峰時段客流更會進一步上升。

## 歷史

### 規劃
在1997年的《廣州市城市快速軌道交通線網規劃研究（最終報告）》，當中的7號線文化公園站和海珠廣場站中間設有一站，位置位於現時本站以南。後來在2003年的規劃方案中，該條7號線成為現時的6號線，本站亦北移至現時位置，並根據本站所處的道路，命名為一德路站。

### 拆迁受阻
本站原计划于2006年8月开始围蔽施工，但征地拆迁过程受阻，导致车站建设工程累計延後長達71個月。
本站站廳建設時，需要拆遷一德路海珠南路口東北地塊的部分房屋。其中設計站台隧道正上方是臨街騎樓，在2008年廣州地鐵曾表示有制定不拆騎樓的保護方案，但騎樓拆還是不拆尚待政府決定。結果到2010年，一德路上高8层而有着精美的纯西式圆弧拱顶、号称一德路上最高骑楼的370号，最终仍被整栋拆除。對於街坊強烈要求的回遷事宜，地鐵方面指拆遷補償標准是由越秀區拆遷辦公室決定。
而有被徵拆房屋的租客不滿政府提出的補償方案，要求巨額補償而延長談判，令站廳建設停止。在擾攘6年之後，2010年11月該房屋租約到期，早已移居香港的業主亦在歷經五年的處理後收回產權，並接受政府的拆遷補償方案，才在該租客最終分文不獲無條件搬離的結果下，於2011年8月完成本站的拆遷。
随后施工單位日以繼夜加速车站建设，但由于车站建设影響到附近居民生活，曾有人用鋼珠彈槍襲擊工地以表达不满。車站最終無法趕及在2013年12月28日隨6號線首期通車而啟用，在6號線开通运营後一年零一個月的時間內所有列車均不停站通過。车站于2014年12月25日完成三权移交，週邊施工工程亦于2015年1月25日晚完成。最終于同年1月28日，一德路站在6號線當日首班車開出之時正式啟用。